# Phrictaetypus aberrans
Phrictaetypus aberrans är en insektsart som beskrevs av Willemse, C. 1961. Phrictaetypus aberrans ingår i släktet Phrictaetypus och familjen vårtbitare. Inga underarter finns listade i Catalogue of Life.